# Mucolipidose
Mucolipidose se refere a um grupo de doenças metabólicas hereditárias caracterizadas pela acumulação anormal de mucopolissacarídeos e quantidades de lípidos no interior da célula. Ocorrem com pouca freqüência, com apenas algumas centenas de casos diagnosticados, por isso são consideradas doenças raras. São causadas por falha genética no cromossomo 3 ou 4 (4q21-23) que codificam enzimas dos lisossomos. Não confundir com mucopolissacaridoses nem com esfingolipidoses, doenças metabólicas similares, mas menos raras.

## Classificação
Existem quatro condições rotuladas como mucolipidoses (ML) de acordo com a enzima afetada:
- Tipo I ou sialidose: Agora é classificado como uma glicoproteinose, pois é devido a deficiência da enzima alfa sialidase.
- Tipo II ou doença de inclusão celular (Inclusion-cell disease): Causada por deficiência de enzima N-acetil-1-fosfotransferase (FFT).
- Tipo III ou Pseudopolidistrofia de Hurler: Similar a Síndrome de Hurler, mas mais benigna.
- Tipo IV ou Sialolipidose: Agora é classificada como uma gangliosidose. Mais comum entre judios ashkenazi.

## Causas
A ML tipo II e III são causados por falha genética que produz uma deficiência da enzima N-acetil-1-fosfotransferase (FFT). Esta proteína catalisa o primeiro passo na síntese da manose-6-fosfato no complexo de Golgi, que é quem permite que enzimas de moléculas glicosiladas sejam reconhecidas e transportados para os lisossomas. Assim, a deficiência dessa FFT impede a entrada de hidrolases ácidas para os lisossomas, onde seriam degradados, deixando que se acumulem e sejam liberado em meios extracelulares e formando depósitos de glicosaminoglicanos (GAG), oligossacarídeos e esfingolipídeos, que eventualmente levam ao dano celular e tecidual.

## Sinais e sintomas

### Tipo I e II
As primeiras manifestações podem ocorrer desde o período neonatal e são semelhantes às encontradas no tipo I e II:
- Traços faciais característicos (gargoilismo);
- Múltiplas deformidades esqueléticas (disosteoses);
- Atraso no desenvolvimento motor (engatinhar, sentar, andar...);
- Macrocefalia;
- Menor altura;
- Hirsutismo (mais pelos);
- Pele seca e espessa;
- Opacidade da córnea;
- Hipertrofia de adenoide;
- Hiperplasia gengival;
- Escoliose;
- Problemas na válvula mitral e aórtica,
- Hepatoesplenomegalia,
- Mãos flexionadas (em garra);
- Hérnia umbilical e/ou inguinal.

Geralmente os sintomas agravam levam a morte antes do sétimo ano de vida por problemas cardíacos ou respiratórios.

### Tipo III e IV
Menos graves que os outros, os sintomas começam entre os 3 e 5 anos:
- Atraso leve no desenvolvimento cognitivo e motor;
- Anormalidades nos ossos, especialmente nas mãos, coluna e quadril (disosteoses múltiplas);
- Menor altura;
- Problemas na válvula mitral e aórtica;
- Sutil hepatoesplenomegalia;
- Opacamento da córnea.

Podem chegar a idade adulta, dependendo da severidade da doença e acesso a tratamento.

## Diagnóstico
Além dos sintomas clínicos, os exames de soro indicam  atividade de enzima lisossomiais 10 ou mais vezes superior ao normal e linfócitos vacuolizados. Geralmente a excreção de mucopolissacarídeos é normal exceto no tipo Austin.

## Tratamento
Suplementos nutricionais, principalmente de ferro e vitamina B12, são frequentemente recomendados para indivíduos com o tipo II. A fisioterapia (por exemplo hidroterapia) para melhorar problemas motores e fonoaudiologia é recomendada para melhorar a aquisição da linguagem. Uma cirurgia pode ser feita remover a camada fina que escurece a córnea para melhorar temporariamente problemas de visão. É possível que o transplante de medula óssea pode ser útil no retardamento ou corrigindo a deterioração neurológica no tipo II. Cirurgia para reparar as válvulas do coração podem prolongar a expectativa de vida. Cadeira de rodas e colete ortopédico podem ajudar na locomoção conforme as deformidades de coluna agravam. É importante estar preparado para infecções respiratórias, pois elas costumam ser mais graves que o normal. 